# Helodermatidae
Heloderma là chi duy nhất của họ Helodermatidae, bao gồm các loài thằn lằn độc nguồn gốc ở miền tây nam Hoa Kỳ, México, và xa về phía nam như Guatemala. Nó bao gồm hai loài riêng biệt, với sáu phân loài. Họ hàng gần nhất của chúng là Họ Thằn lằn rắn (Anguidae).
Helodermatidae gồm các loài thằn lằn lớn, chắc nịch, di chuyển chậm và thích môi trường sống bán khô cằn. Đuôi của chúng ngắn và được sử dụng như cơ quan lưu trữ chất béo. Chúng được bao phủ bởi vảy nhỏ giống hột cườm, không xếp đè lên nhau, với da xương ở mặt dưới của cơ thể. Cả hai loài trong họ đều sẫm màu, với những mảng màu vàng nhạt hoặc hơi hồng.
Các thành viên của họ có nọc độc. Tuyến nọc độc nằm ở hàm dưới của chúng, không giống như tuyến nọc của rắn nằm ở hàm trên. Ngoài ra, không giống như rắn, Helodermatidae thiếu cơ tiêm nọc. Nọc độc thường chỉ được sử dụng trong phòng thủ, chứ không phải trong chế ngự con mồi, và những con thằn lằn phải nhai nạn nhân của nó để nọc độc vào thịt. Các tuyến nọc được cho là đã phát triển sớm ở dòng dõi dẫn đến Helodermatidae hiện đại, do đã có sự hiện diện của nọc độc ngay cả trong hóa thạch 65 triệu năm tuổi của chi Paraderma.
Helodermatidae là các loài ăn thịt, săn động vật gặm nhấm và động vật có vú nhỏ khác, và ăn trứng của các loài chim và bò sát. Chúng là loài đẻ trứng.

## Phân loại
Họ Helodermatidae
- Chi Heloderma
  - H. horridum, Thằn lằn đính cườm
    - H. h. horridum (Wiegmann, 1829); Thằn lằn đính cườm Mexico
    - H. h. alvarezi Bogert & Martin del Campo, 1956; Thằn lằn đính cườm đen
    - H. h. exasperatum Bogert & Martin Del Campo, 1956; Thằn lằn đính cườm Rio Fuerte
    - H. h. charlesbogerti Campbell & Vannini, 1988; Thằn lằn đính cườm Motagua Valley

  - H. suspectum, Quái vật Gila
    - H. s. suspectum Cope, 1869; Quái vật Gila mắt lưới
    - H. s. cinctum Bogert & Martin Del Campo, 1956; Quái vật Gila sọc.

## Trong điều kiện nuôi nhốt
H. h. horridum, H. h. exasperatum, và cả hai phân loài của H. suspectum thường được tìm thấy trong điều kiện nuôi nhốt, và khá phổ biến ở các vườn thú tại nhiều nơi ở thế giới. Chúng thường bị giam cầm phục vụ cho buôn bán thú lạ, và có thể bán với giá cao. Hai phân loài khác của H. horridum là rất hiếm, và chỉ có một vài mẫu vật bị giam cầm được biết đến.